# Distacco di lavoratori
Il distacco di lavoratori è un istituto del diritto del lavoro italiano, in particolare trattasi di una modalità di esplicazione del rapporto di lavoro, consistente nel mettere temporaneamente da parte di un datore di lavoro detto distaccante, a disposizione di un altro datore, detto distaccatario, uno o più lavoratori per l'esecuzione di una determinata attività lavorativa.

## Disciplina normativa
Tale istituto, già utilizzato in particolari tipologie di lavoro e più volte oggetto di analisi da parte di giurisprudenza e dottrina, ha trovato una disciplina legislativa nel nostro ordinamento con il d.lgs 10 settembre 2003 n. 276 (emanato in attuazione della cosiddetta Legge Biagi). Il predetto decreto legislativo si applica solo ai datori di lavoro privati.
Per le pubblica amministrazione italiana la disciplina è contenuta nel d.lgs. 30 marzo 2001, n. 165 (cd. Testo Unico sul Pubblico Impiego).

### Settore privato
Il distacco così come concepito dal d. lgs. n. 276/2003 è una particolare forma di decentramento produttivo attuata dal datore di lavoro per soddisfare un proprio interesse. Pertanto, il "distacco" di un lavoratore disposto dal datore di lavoro presso altro soggetto, destinatario delle prestazioni lavorative, è quindi configurabile e attuabile quando sussistano tre condizioni:
- un interesse del datore di lavoro, distaccante, a che il lavoratore presti la propria opera presso il soggetto distaccatario che non sia quello meramente riferibile alla prestazione stessa;
- la temporaneità, intesa non come brevità, ma come " non definitività" della prestazione di lavoro presso il distaccatario,
- la titolarità in capo al distaccante del rapporto di lavoro, che permane quale obbligo retributivo e contributivo, benché il potere direttivo, di controllo e disciplinare passi al distaccatario.

Dunque il datore di lavoro distaccante è responsabile del trattamento economico e normativo dei lavoratori distaccati che, pertanto, rimangono suoi dipendenti (o soci lavoratori nel caso di specie. Ai fini della legittimità del distacco non vi è necessità di una previsione contrattuale che lo autorizzi, pur tuttavia è necessario che in caso di trasferimento del lavoratore distaccato ad una unità produttiva ad oltre 50 km dalla precedente sede di lavoro vi siano comprovate ragioni tecniche, organizzative, produttive o sostitutive. Inoltre, non è necessario l'assenso preventivo del lavoratore interessato, che esegue la sua prestazione altrove in osservanza del dovere di obbedienza di cui all'art. 2104 c.c., tranne il caso in cui tale distacco comporti un mutamento delle mansioni.

Tale istituto quindi si differenzia dalla mera somministrazione di lavoro (possibile unicamente attraverso le private agenzie di somministrazione, o Agenzie per il Lavoro) per il fatto che l'interesse del distaccante non si esaurisce con la prestazione di lavoro, ma trova una giustificazione e una motivazione più ampia.
Ai sensi dell'art. 3 del d. lgs. 26 maggio 1997, n. 152 il datore di lavoro distaccatario deve fornire al lavoratore le informazioni relative alla modifica degli elementi del contratto di lavoro iniziale indicati nell'art. 1 del decreto; la cui inottemperanza è sanzionata dal predetto decreto con la sanzione amministrativa pecuniaria da euro 255 ad euro 1.290.

Inoltre il datore di lavoro distaccante deve comunicare con sistema delle comunicazioni obbligatorie al centro per l'impiego provinciale, (tramite i servizi informatici regionali o del Ministero del lavoro e delle politiche sociali) il distacco del lavoratore presso il nuovo distaccante. In caso contrario l'omissione verrà punita con la sanzione amministrativa pecuniaria da euro 100 ad euro 500 per lavoratore.

## Ildistacco comunitario
Disciplinato dal regolamento CEE n. 1408/1971, variamente modificato, permette ai lavoratori comunitari di poter lavorare presso uno o più datori di lavoro comunitari, senza dover spezzare il rapporto contributivo in più ambiti. In tal modo il lavoratore ha la situazione contributiva estremamente semplificata.
L'istituto disciplina il distacco che si verifica quando un datore di lavoro nazionale distacca un lavoratore nazionale presso un datore di lavoro nazionale, ovviamente presso uno stato dell'Unione europea. Più che di vero distacco, si tratta di un trasferimento del lavoratore comunitario, dipendente da un datore di lavoro comunitario, presso un datore di lavoro nazionale.
Il distacco è possibile se vi sono alcuni elementi:
- temporaneità: non può superare i 24 mesi, nessuna possibilità di proroga;
- autorizzazione dell'ente previdenziale di provenienza: il Paese comunitario di partenza deve attestare con apposito modulo, denominato A1 la presenza dei requisiti previsti dalla normativa nazionale di provenienza (pagamento retribuzioni, dei contributi previdenziali, ecc.);
- rispetto della normativa di sicurezza del Paese di distacco: la non-sottoposizione alle norme di lavoro ordinarie del lavoratore in distacco comunitario, non lo esime dal rispetto della normativa sulla sicurezza sui luoghi di lavoro, che come tale vige in virtù del principio di territorialità, con tutti gli obblighi, diritti, facoltà previsti dalla legge italiana.

Nessun requisito è previsto in merito alla cittadinanza dei lavoratori. Ad eccezione della sicurezza nei luoghi di lavoro, per la quale vige il principio di territorialità, concorrente a quello dell'Home country control, riguardo alle leggi e contratti applicabili per gli altri aspetti del rapporto di lavoro è rilevante soltanto il Paese dove ha sede legale l'impresa titolare del contratto, non il luogo dove effettivamente si svolge la prestazione lavorativa.
Il distacco comunitario consente alle imprese di trarre beneficio dalle differenze fra diritti e tutele dei lavoratori nei vari Paesi. Ad esempio un'azienda italiana potrebbe iscrivere una controllata alle Camere di Commercio della Romania e assumere in Italia lavoratori italiani e romeni in distacco, sottoposti ai contratti e retribuzioni previsti dalle leggi romene, dove avrebbe sede legale l'azienda titolare dei contratti di lavoro.

## Somministrazione di lavoro
Il distacco, non comporta una somministrazione di lavoro illecita o un appalto illecito se in capo al distaccante esiste e persiste un 'interesse di natura anche non economica, tecnica o produttiva, ma anche morale o solidaristica (Cass. 17/1/2000, n. 594). Pur tuttavia, l'art. 29 del D. Lgs. n. 276/2003 prevede che la distinzione tra la somministrazione di lavoro e appalto genuino ex art. 1655 c.c., vada rintracciata in:
- organizzazione dei mezzi necessari per l'appalto in capo all'appaltatore;
- potere organizzativo e direttivo nei confronti dei lavoratori sempre in capo all'appaltatore;
- assunzione del rischio d'impresa da parte dell'appaltatore.

In caso contrario il d. lgs. n. 276/2003 punisce penalmente con l'ammenda di € 50 al giorno e per lavoratore il distacco illecito, per mero utilizzo di manodopera, ricostituendo il rapporto in capo al reale datore di lavoro (sanzione civile).